# Katedra Wniebowzięcia Najświętszej Maryi Panny w Thurles
Katedra Wniebowzięcia Najświętszej Maryi Panny w Thurles, powszechnie znana jako Katedra w Thurles – katedra rzymskokatolicka Archidiecezji Cashel i Emly w Irlandii. 

## Historia
Katedra stoi na miejscu dawnej kaplicy w centrum Thurles. Jej budowa rozpoczęła się w 1865 roku i została konsekrowana przez arcybiskupa Croke'a 21 czerwca 1879. Architektem jest James Joseph McCarthy, Barry McMullen – konstruktorem i JC Ashlin odpowiedzialny za pracę.
Budowla posiada wiele elementów architektonicznych, w tym dużą rozetę, zewnętrzne baptysterium i bogato zdobiony ołtarz. Jej najważniejszym wyposażeniem jest tabernakulum wyrzeźbione przez Giovanni Giacomo della Portę, ucznia Michała Anioła.
Katedra została w znacznym stopniu odnowiona, a prezbiterium przebudowane, z okazji jej stulecia w 1979 roku.